# Theodor Paues
Theodor Paues, född 1 januari 1974, är pr-konsult med inriktning på samhällsfrågor. Han äger och driver konsultföretaget Paues Åberg Communications, tillsammans med Allan Åberg. Paues har tidigare drivit byrån Paues Public Affairs och varit seniorkonsult på företaget Cohn & Wolfe där han ansvarade för affärsområdet Corporate. Paues utsågs 2003 till "Årets lobbyist" av branschtidningen Resumé för sitt arbete med Svenskt Näringslivs kampanj för arbetskraftsinvandring.
Paues har skrivit äventyren Dödens väg (1989) och Magilre (1990) till rollspelet Drakar och Demoner och varit en återkommande skribent i tidskrifterna Sinkadus och Rubicon.
I september 2009 utkom Paues med den delvis självbiografiska boken Flyt! Förbättringar i Sverige sedan sjuttiotalet, skriven tillsammans med Fabian Wallen.